# Malobidion grande
Malobidion grande là một loài bọ cánh cứng trong họ Cerambycidae.